# Les Chevaliers d'Antarès
Les Chevaliers d'Antarès est une série de romans d'heroic fantasy de l’écrivaine québécoise Anne Robillard. Elle est la suite des séries à succès Les Chevaliers d'Émeraude et Les Héritiers d'Enkidiev, et comme ces dernières elle est composée de douze tomes.

## Description
Après être tombés dans le portail créé par Kimaati (défunt fils du Dieu Achéron) à la fin du douzième tome de la série Les Héritiers d'Enkidiev, Wellan et Nemeroff se retrouvent sur le continent d'un monde parallèle au leur nommé Alnilam. Dans ce monde, la technologie est omniprésente, bien qu'elle soit plutôt rudimentaire comparée à celle du XXIe siècle. Wellan se fait capturer par les gardes du château d'Antarès (pays le plus important du continent) et fait la rencontre de Sierra, grande commandante des Chevaliers d'Antarès. Ces combattants luttent depuis plus de cinquante ans contre les Aculéos, des êtres mi-humains mi-scorpion, en formant 4 divisions appelées Salamandres, Chimères, Basilics et Manticores, avec chacune leur chef et leurs spécificités de combat. Pendant que Wellan est enfermé dans les cachots du château, un sorcier nommé Salocin fait irruption dans le grand hall et dévoile à Sierra et aux Chimères l'existence d'une prophétie relatant la destruction du panthéon d'Achéron par des hommes ailés. Au fil du temps, Wellan devient très vite le protégé de Sierra et doit l'accompagner combattre les Aculéos, tout en essayant de s'adapter à ce nouveau monde. Durant les combats, Wellan se montre être un atout de taille pour les Chevaliers grâce à sa magie, concept inexistant sur ce continent. Pendant ce temps, sur l'île de Gaellans, un jeune homme du peuple des Deusalas (peuple d'hommes ailés) nommé Kiev, son père, Avali, et sa mère, Aliana, découvrent un humain, inconscient et blessé, gisant sur le récif de l'île. Les Deusalas préviennent donc leur roi, Sandjiv, et la famille de Kiev se porte garante du naufragé et emmènent chez eux le jeune homme toujours inconscient. Le lendemain, Kiev, en parlant aux cueilleurs de son peuple, révèle involontairement sa visite de l'Île défendue, qui comme son nom l'indique, est interdite d'accès. Un des cueilleurs, Virgile, lui donne une lampe de poche (technologie déjà inventée par les humains) et l'encourage à y retourner. Kiev retente l'expérience et trouve au sommet de l'île une grotte aussi profonde que sombre et décide d'y entrer. Il y découvre avec stupeur que les fresques gravées sur les murs de cette dernière représentent son futur.

## Publication
1. Descente aux enfers, Wellan Inc., 2016, 343 p.  (ISBN 978-2-92444-248-7)Réédité aux éditions Michel Lafon en 2017, 307 p. (ISBN 978-2-7499-2926-2), puis par les mêmes éditions au format poche en 2020, 349 p. (ISBN 979-10-224-0448-8)
2. Basilics, Wellan Inc., 2016, 343 p.  (ISBN 978-2-92444-249-4)Réédité aux éditions Michel Lafon en 2017, 308 p. (ISBN 978-2-7499-3279-8), puis par les mêmes éditions au format poche en 2021, 353 p. (ISBN 979-10-224-0466-2)
3. Manticores, Wellan Inc., 2016, 336 p.  (ISBN 978-2-92444-250-0)Réédité aux éditions Michel Lafon en 2017, 308 p. (ISBN 978-2-7499-3318-4), puis par les mêmes éditions au format poche en 2021, 355 p. (ISBN 979-10-224-0467-9)
4. Chimères, Wellan Inc., 2016, 344 p.  (ISBN 978-2-92444-257-9)Réédité aux éditions Michel Lafon en 2018, 310 p. (ISBN 978-2-7499-3492-1), puis par les mêmes éditions au format poche en 2021, 368 p. (ISBN 979-10-224-0468-6)
5. Salamandres, Wellan Inc., 2017, 344 p.  (ISBN 978-2-92444-258-6)Réédité aux éditions Michel Lafon en 2018, 311 p. (ISBN 978-2-7499-3621-5), puis par les mêmes éditions au format poche en 2022, 363 p. (ISBN 979-10-224-0469-3)
6. Les Sorciers, Wellan Inc., 2017, 344 p.  (ISBN 978-2-92444-259-3)Réédité aux éditions Michel Lafon en 2018, 310 p. (ISBN 978-2-7499-3622-2), puis par les mêmes éditions au format poche en 2022, 345 p. (ISBN 979-10-224-0470-9)
7. Vent de trahison, Wellan Inc., 2017, 344 p.  (ISBN 978-2-92444-260-9)Réédité aux éditions Michel Lafon en 2019, 310 p. (ISBN 978-2-7499-3871-4), puis par les mêmes éditions au format poche en 2022, 360 p. (ISBN 979-10-224-0471-6)
8. Porteur d'espoir, Wellan Inc., 2017, 344 p.  (ISBN 978-2-9244-4261-6)Réédité aux éditions Michel Lafon en 2019, 309 p. (ISBN 978-2-7499-3872-1), puis par les mêmes éditions au format poche en 2023, 360 p. (ISBN 979-10-224-0472-3)
9. Justiciers, Wellan Inc., 2018, 344 p.  (ISBN 978-2-9244-4262-3)Réédité aux éditions Michel Lafon en 2019, 310 p. (ISBN 978-2-7499-4060-1), puis par les mêmes éditions au format poche en 2023, 360 p. (ISBN 979-10-224-0473-0)
10. La Tourmente, Wellan Inc., 2018, 344 p.  (ISBN 978-2-9244-4263-0)Réédité aux éditions Michel Lafon en 2020, 309 p. (ISBN 978-2-7499-4165-3), puis par les mêmes éditions au format poche en 2023, 368 p. (ISBN 979-10-224-0474-7)
11. Alliance, Wellan Inc., 2018, 344 p.  (ISBN 978-2-9244-4264-7)Réédité aux éditions Michel Lafon en 2020, 309 p. (ISBN 978-2-7499-4166-0), puis par les mêmes éditions au format poche en 2024, 368 p. (ISBN 979-10-224-0475-4)
12. La Prophétie, Wellan Inc., 2018, 344 p.  (ISBN 978-2-9244-4265-4)Réédité aux éditions Michel Lafon en 2020, 325 p. (ISBN 978-2-7499-4167-7)